# 東高野街道錦織一里塚

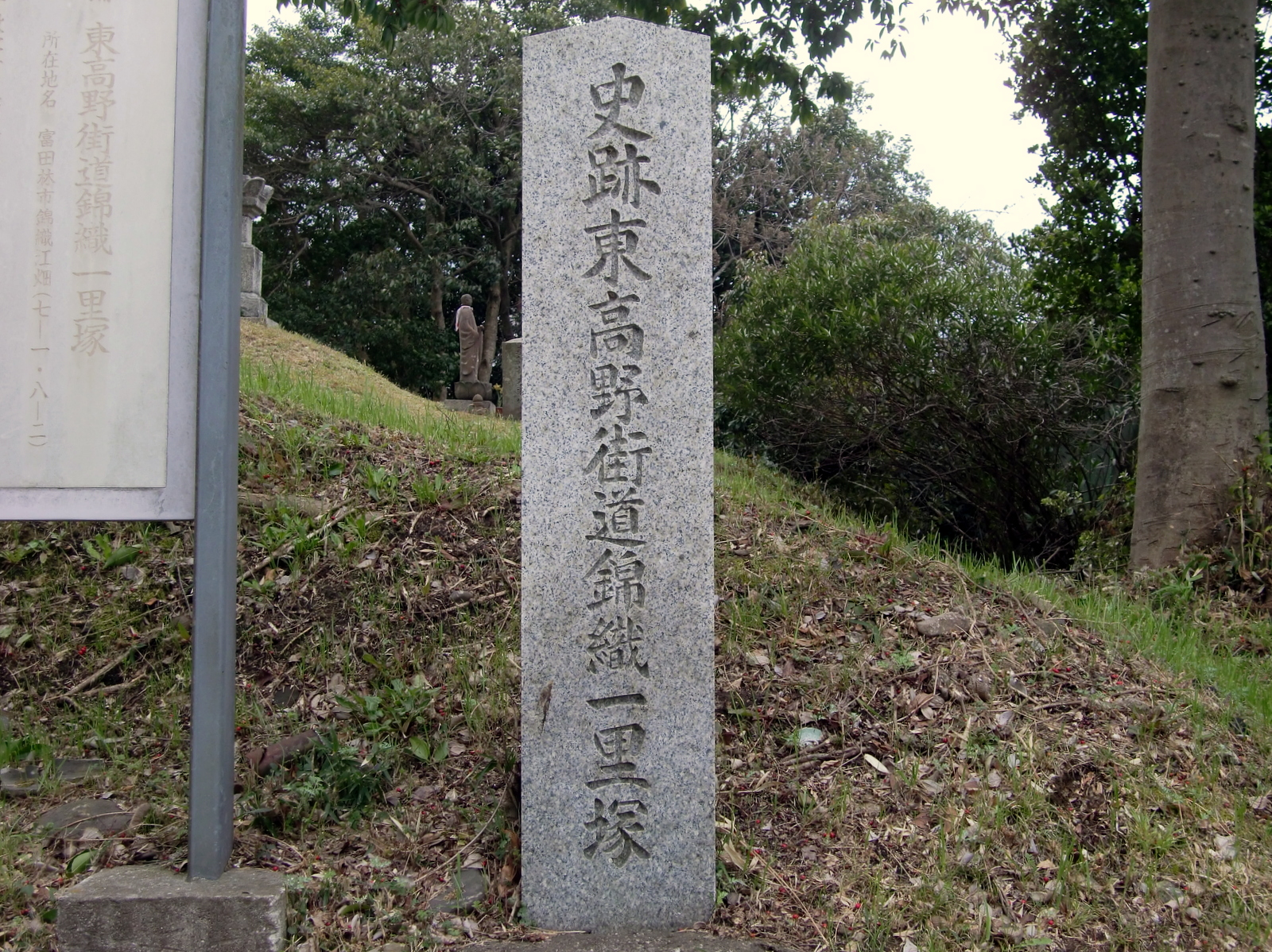
指定時に立てられた「史跡東高野街道錦織一里塚」の碑（大阪府富田林市）

東高野街道 錦織一里塚（ひがしこうやかいどう にしきおりいちりづか）は、大阪府富田林市錦織東3丁目に存在する東高野街道の一里塚である。大阪府下では街道両脇に一対の塚が残る唯一の例であり、1970年2月2日に大阪府指定史跡に指定された。また、東高野街道沿道に11箇所あった一里塚で現存するものは、垣内（八尾市）にあるものとここのみとなっている。

## 歴史・概要
この地に一里塚が築かれた詳しい由来や年代は伝わっていない。18世紀初頭に作成された元禄国絵図では、錦部郡市村の東側に東高野街道を挟んで一対の一里塚が描かれている。一里塚の塚上には西国三十三所満願供養塔である宝篋印塔が2基建っており、それぞれ承応2年（1653年）、宝永6年（1709年）に建立されたものであることから、一里塚の築造年代はそれ以前に遡ると考えられている。
嘉永4年（1851年）の古絵図には、一里塚と銘うたれた東西に広がる楕円形の地物が描かれている。この楕円形の中央を東高野街道が南北に貫き、街道で分断された東西の半円の中に、それぞれ一里塚らしき方形の地物が描かれている。明治前期の地図にも楕円形の地物が描かれ、同様に中央を東高野街道が通っている。
河南鉄道が開通する以前の明治20年代には、錦部郡錦郡村の南端にある一里塚と称される古塚の記録が残っている。東高野街道はこの塚の中央を通り、かつては2軒の茶屋があった。塚上は平坦になっており、地蔵１体と石碑１基が存在したようである。
前述のように地元では一里塚の伝承が残っていたが、教育委員会や文化財関係者の注意をひくようになったのは、昭和40年代になってからである。近鉄汐ノ宮駅の北側、富田林市と河内長野市の境界付近にある、近鉄長野線・国道旧170号と石川（西條川）に挟まれた小高い塚状になっている一角で、教育委員会関係者によって一里塚が発見された。昭和43年（1968年）12月に富田林市からの要請で、藤沢一夫が現地調査に訪れている。調査の結果、辺長9m、高さ2mの方形堆土と、その東南側の石川よりに崩落した堆土の残部が確認された。藤沢は、前者を西塚、後者を東塚と仮称した。かつて西塚の塚上には一本松が生えており、古写真が残っている。藤沢は、塚の寸法が一般的な一里塚の寸法（方5間）に近く、松が生えていたことから、この塚が一里塚と認め、不完全ながら塚が一対残る府下における唯一例という評価を行った。また、宝篋印塔の建立紀年から築造年代は塔の建立以前とした。

## 塚の東西と築造年代について
塚の東西について、現地説明板や市教委の資料で錯綜がみられる。一つは、宝篋印塔が残る塚を西塚とし、今も残る東南側の崩落した塚状地形を東塚と呼ぶものである。藤沢の調査結果に従うもので、現地説明板や平成16年4月付の記事などがある。もう一つは、宝篋印塔が残る塚を東塚とし、その西側にかつて西塚が存在したとするものである。市教委発行の『富田林の文化財』に従うもので、平成元年8月付の記事などがある。前者は現存する地形から、後者は各種地図や航空写真を根拠とするが、どちらが正しいかの結論はでていない。
また、前述のように、明治時代の資料には地蔵と石碑（両者とも塚上に現存する）について記載されているだけで、2基の宝篋印塔についての記載はない。明治以降に他所から移築された可能性があり、塚の築造年代の根拠とすることはできない。